# Zwemvlies

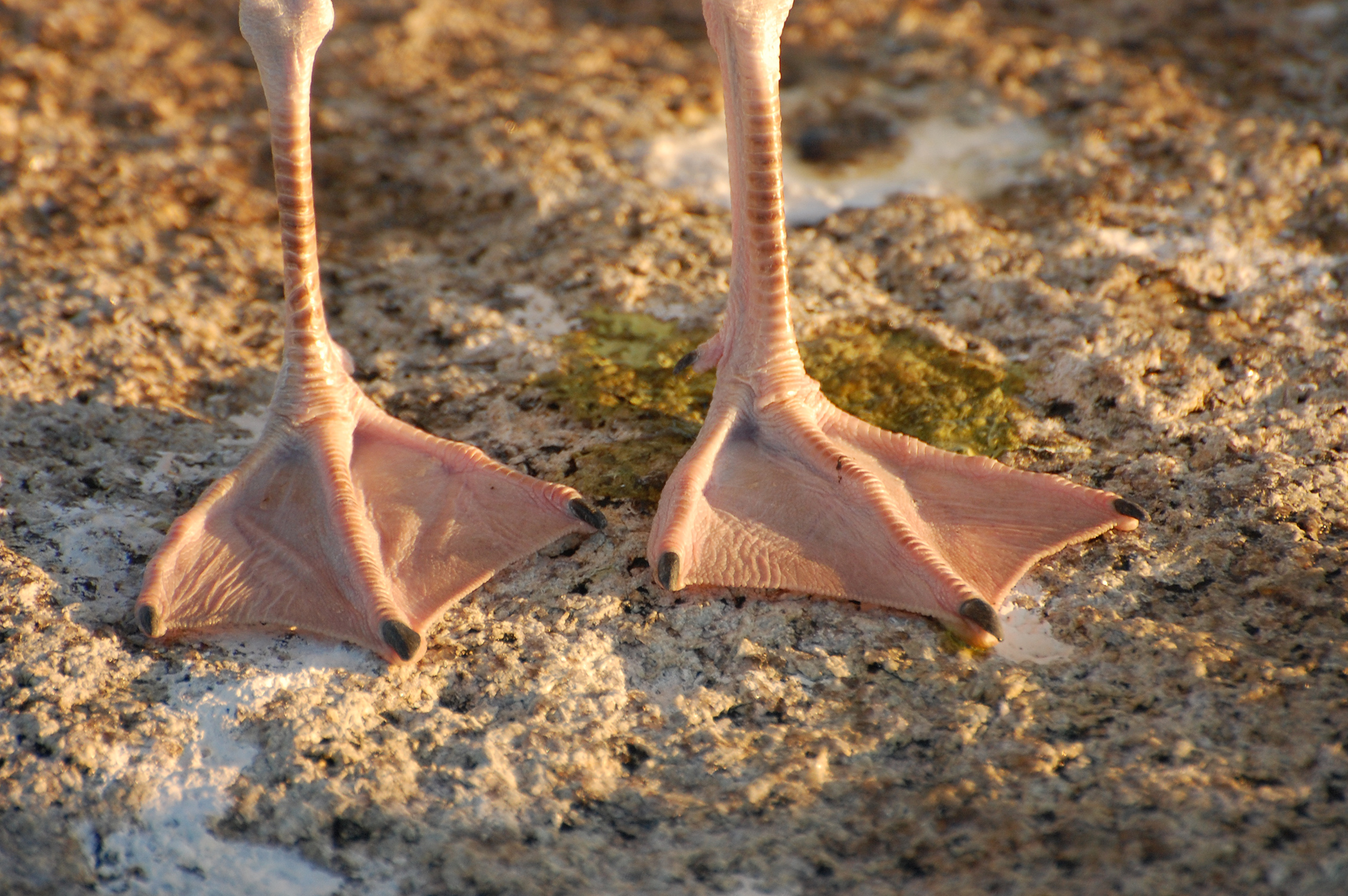
Zwemvliezen bij een Amerikaanse zilvermeeuw

Een zwemvlies is een vlies tussen de tenen bij aquatische dieren als otters, bevers en eenden. Deze helpen bij het zwemmen en het lopen over drassige grond. Ook veel zeevogels hebben zwemvliezen tussen de tenen, omdat ze aangepast zijn aan het leven in of in de buurt van de zee.
Bij mensen komen eveneens zwemvliezen voor. Dit verschijnsel is al vanaf de geboorte aanwezig en kan niet op later stadium ontwikkeld worden. Het zwemvlies kan als irritant ervaren worden. Men heeft de mogelijkheid om het weg te laten snijden. Bij een zwemvlies zitten de twee tenen naast de grote teen aan elkaar vast.